# Pancratium canariense
Pancratium canariense là một loài thực vật có hoa trong họ Amaryllidaceae. Loài này được Ker Gawl. mô tả khoa học đầu tiên năm 1817.

## Hình ảnh

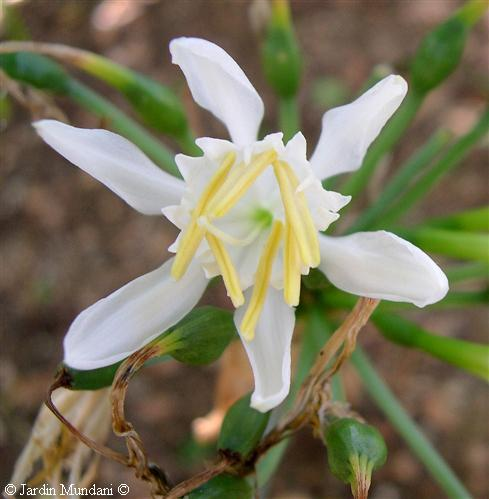
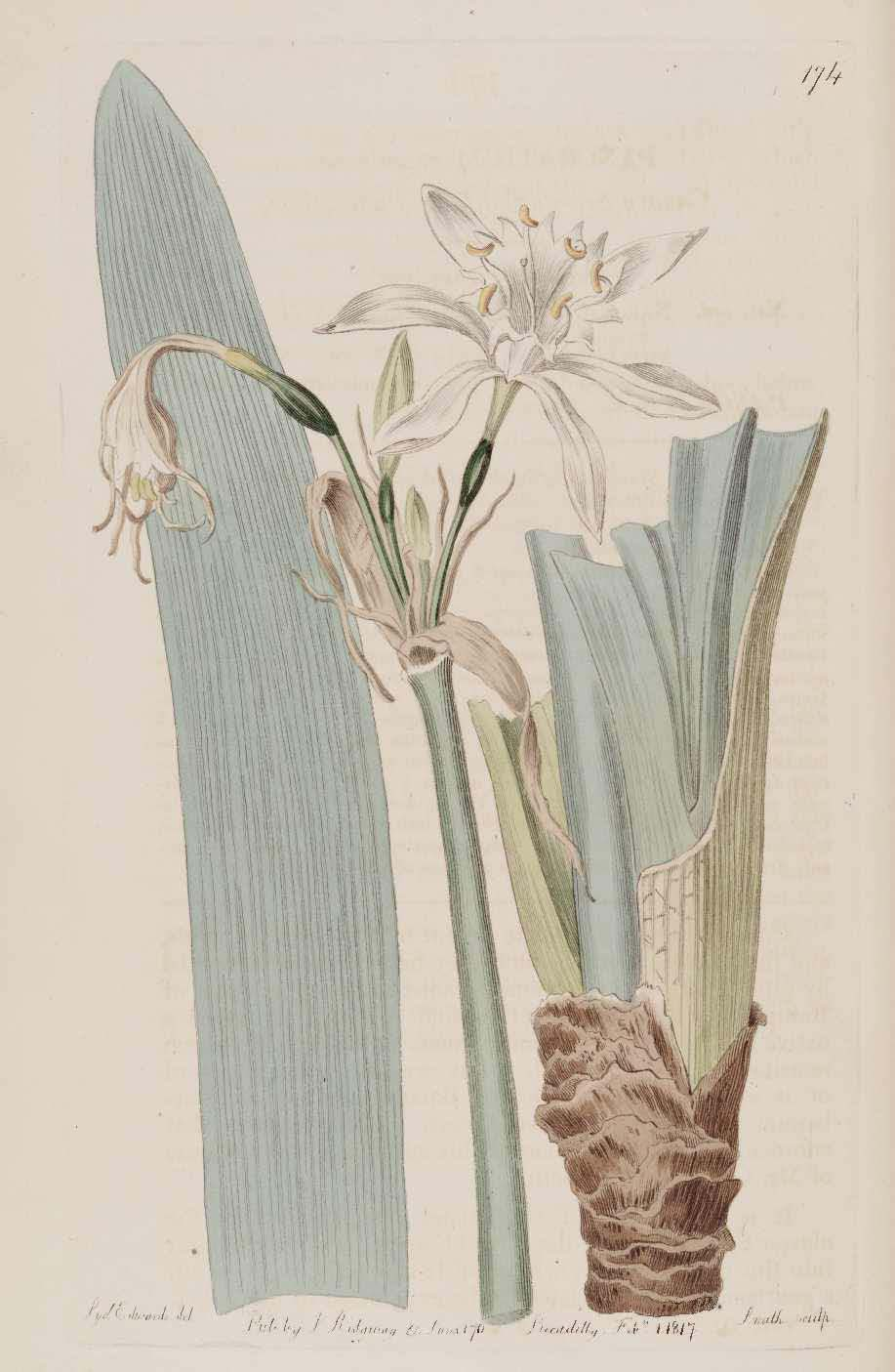
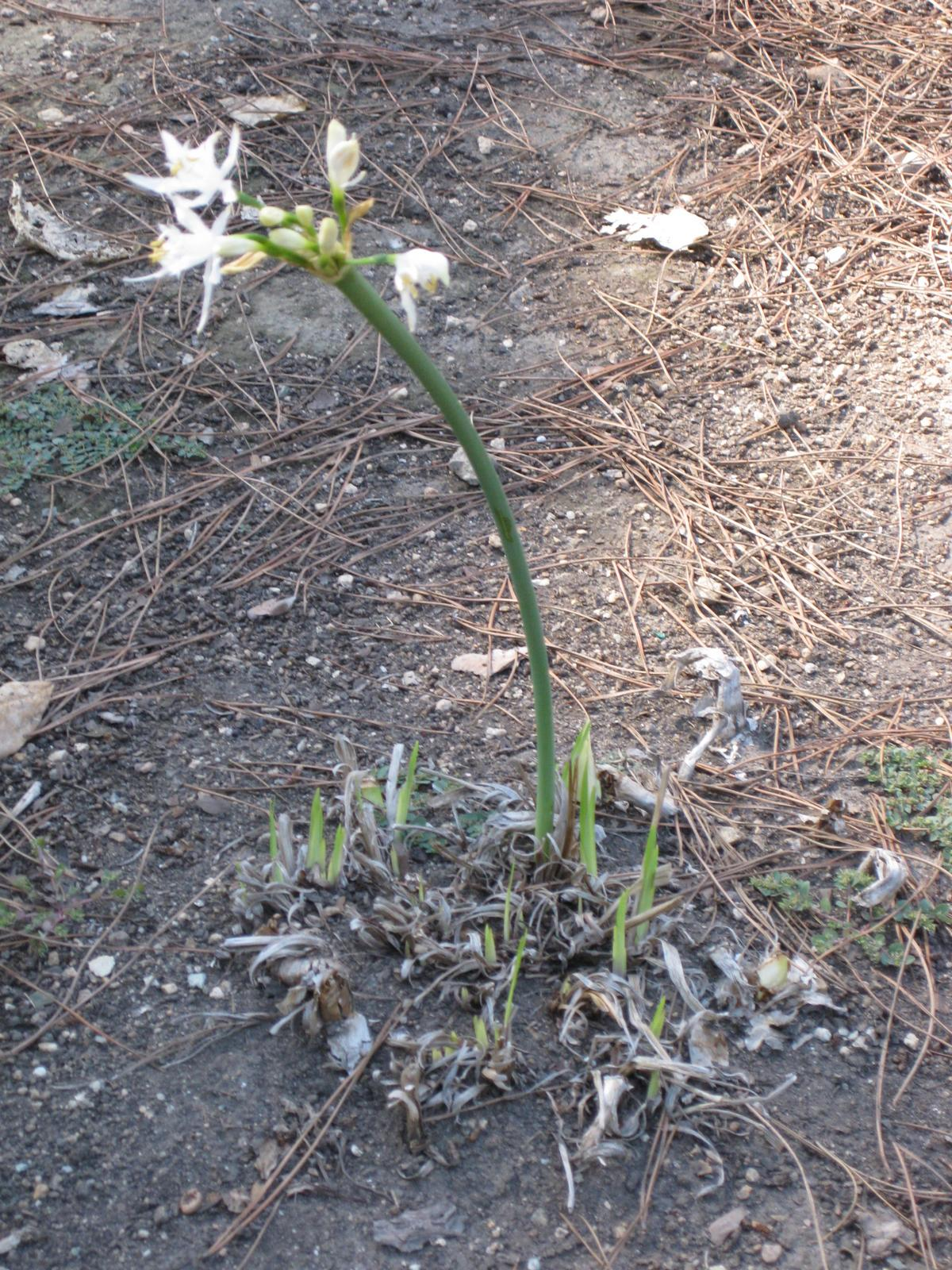
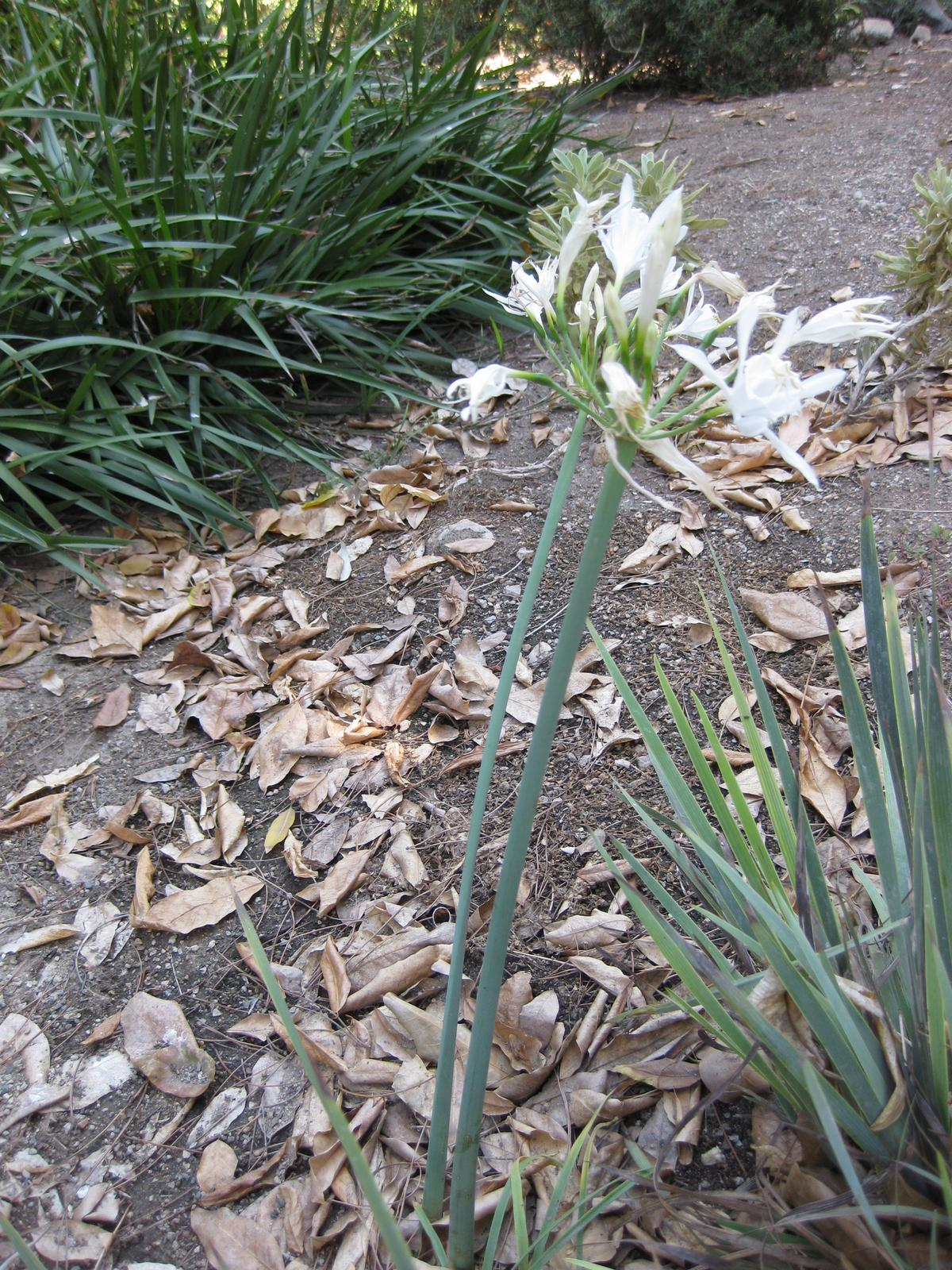
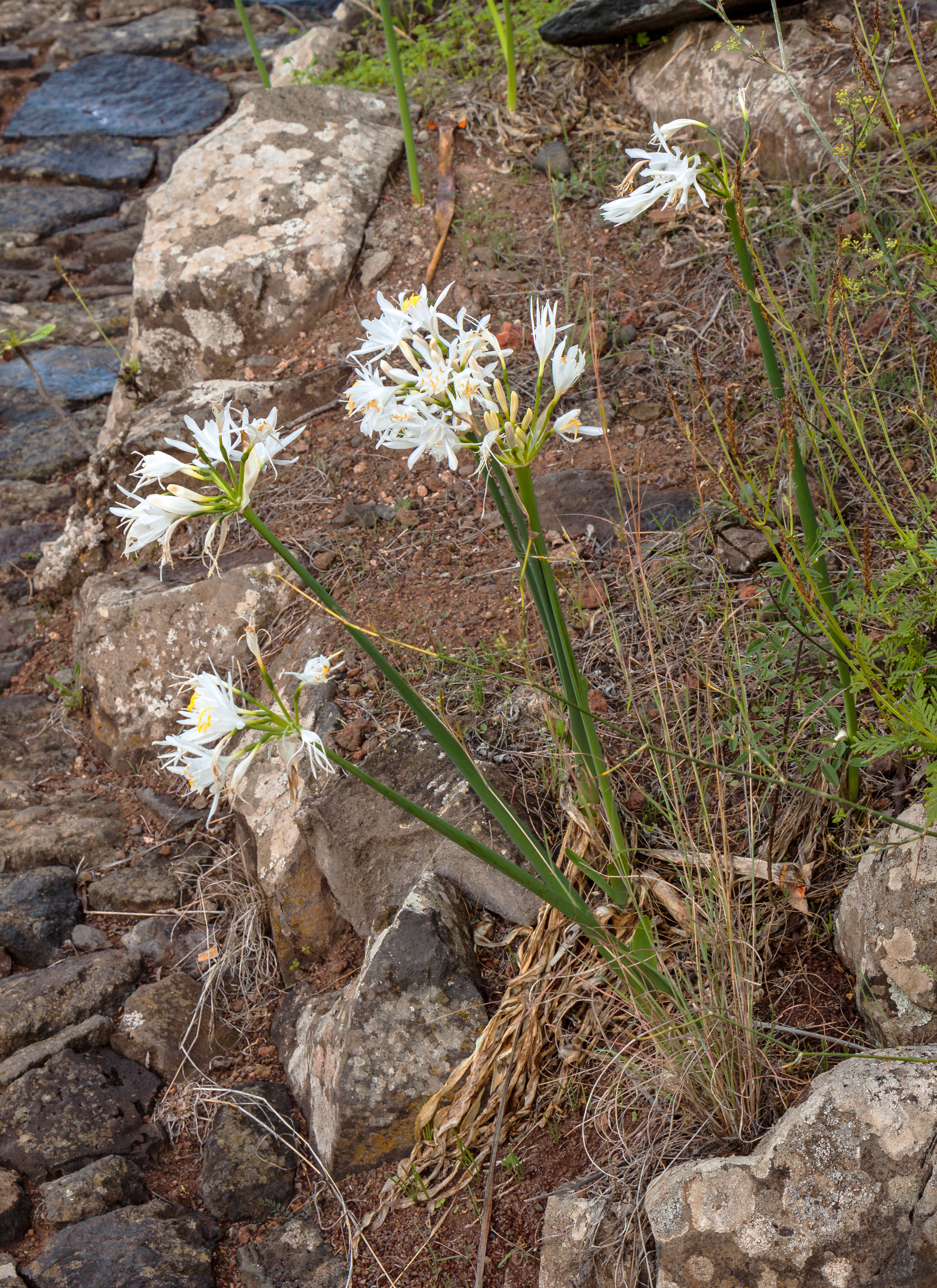